# De Luifelbaan
De Luifelbaan is een onoverdekt winkelcentrum in de Gasthuiswijk, een buurt in het Bos- en Gasthuisdistrict in het zuidwesten van de Nederlandse stad Leiden. Het winkelcentrum bevindt zich op de hoek van de Churchilllaan en de Vijf Meilaan. Er zijn 65 winkels, waaronder een Albert Heijn XL, een Lidl, een Poolse supermarkt, en vestigingen van verscheidene grote Nederlandse winkelketens. Verder zijn er geldautomaten, een huisarts en apotheek, een praktijk voor fysiotherapie, kappers en verschillende eetgelegenheden. Bezoekers van het winkelcentrum kunnen maximaal twee uur gratis parkeren in een ondergrondse parkeergarage en in een parkeergarage van twee verdiepingen boven AH-XL. Naast het winkelcentrum staat een woontoren van 72,5 meter hoog, het hoogste gebouw van Leiden, De Stadswachter.
Het winkelcentrum bestaat uit twee aaneengesloten gedeeltes: 
- Het Bevrijdingsplein is een winkelplein dat vanaf drie kanten toegankelijk is. Vanaf dit plein zijn onder andere de parkeergarage, de huisarts, de Poolse supermarkt, en de Albert Heijn XL toegankelijk. In het midden van het plein is een horecagelegenheid met terras.
- Het Vijf Meiplein. Dit is geen echt plein, maar een winkelstraat. De meeste winkels liggen aan deze winkelstraat.